# Les Facéties du sapeur Camember
Pour les articles ayant des titres homophones, voir Camembert et Catmembert.

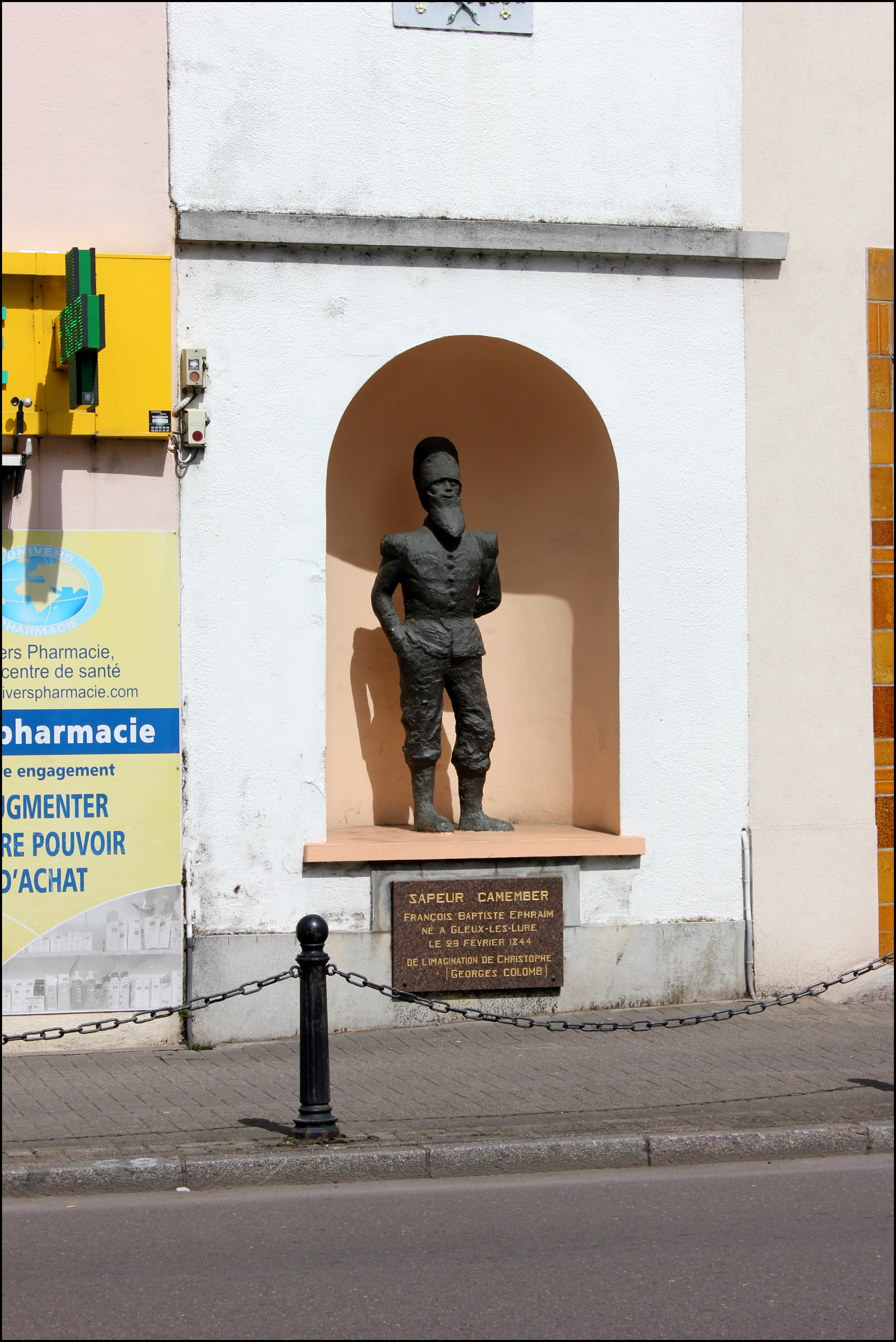
Statue du sapeur Camember à Lure.

Les Facéties du sapeur Camember est une bande dessinée française créée par Christophe et parue dans Le Petit Français illustré sous la forme de feuilleton entre 1890 et 1896. 

## Personnages
- François Baptiste Éphraïm Camember, fils d'Anatole Camember et de Polymnie Cancoyotte (la cancoillotte est un fromage franc-comtois), sapeur à Besançon.
- Le colonel, chef du régiment.
- La colonelle, épouse du colonel.
- Mademoiselle Victoire, bonne et cuisinière du colonel, d'origine alsacienne, elle est l'égérie de Camember (qu'elle appelle Mossieur Gamempre) qui, amoureux d'elle, l'épouse à son retour de la guerre de 1870.
- Le major Eusèbe Mauve, médecin du régiment, toujours fier de la réussite des traitements qu'il ordonne à Camember (lequel en fait une utilisation toujours farfelue).
- Cancrelat, fusilier dans le même régiment que Camember, aussi facétieux que simplet.
- Le capitaine Brizard.
- Les sergents Bitur et Briquemol.
- Victorin, nom que donne le sapeur au bébé de la tribu des Flittas qu’il recueille lors de l’écrasement de cette révolte algérienne (1864) et qu’il nourrit ce qui lui vaut le surnom de « Maman Camember ». Napoléon III recevra la soumission des Flittas en 1865

## Caractère
Camember est un personnage de soldat illettré (inspiré du Sapeur Gruyer  d'Eugène Le Mouël) – il ne reconnaît bien que la très utile lettre H – et un peu simplet, dont les agissements sont souvent absurdes. Né le 29 février 1844 dans le village imaginaire de Gleux-lès-Lure (nécessairement proche de Lure), sous-préfecture de la Saône-Supérieure, il ne peut fêter son anniversaire que tous les quatre ans, et, ayant tiré le mauvais numéro, il se trouve donc conscrit (après une enfance tapageuse) dès sa cinquième bougie.
En raison de sa barbe « déjà belle », il est affecté comme sapeur, c'est-à-dire soldat du génie militaire, ce qui est déjà une pointe d'ironie eu égard à sa faiblesse d'esprit. 

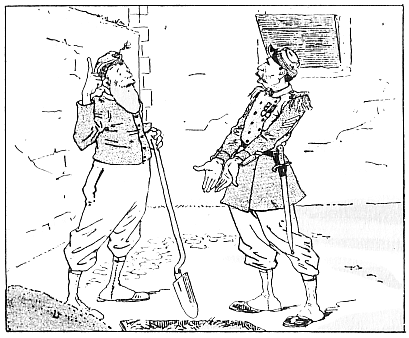
« Sergent ! interroge Camember, et la terre du trou ? — Que vous êtes donc plus hermétiquement bouché qu’une bouteille de limonade, sapeur ! Creusez un autre trou ! — C’est vrai ! » approuve Camember.

Sa simplicité s'illustre, par exemple, lorsqu'il creuse un trou pour y mettre la terre d'un autre ; il est vrai qu’il est alors dépassé en sottise par son supérieur, le sergent Bitur, qui le traite de « double mulet cornu » et lui reproche de ne pas avoir fait le deuxième trou assez grand pour qu’on puisse y mettre sa terre avec celle du premier. Dans ce même épisode, on peut admirer la gradation littéraire entre le français militaire du lieutenant, le français truffé de mots administratifs aussi ronflants que mal restitués du sergent qui est à peu près aussi inculte que le sapeur, et le langage très approximatif du sapeur.
Camember s'exprime par ailleurs parfois dans un français qu'il voudrait châtié, mais qui, par son hypercorrection, révèle son inculture pédante ; par exemple, s'adressant à Victoire : « Serai-je-t-y assez heureux si vous me feriez celui de me demander un service que je serais rudement satisfaisant d'vous obtempérer ? » ; de même, s'adressant au colonel : « mon colonel peut s'ingurgiter par soi-même que le sapeur ne l'a point-z-enduit d'erreur […] comme mon colonel peut se l'obtempérer lui-même par sa vue visuelle et subséquente ». 
Ce qui frappe tout au long de l’album, c’est l’incapacité du pauvre sapeur à comprendre la langue que lui parlent ses supérieurs, qui d’ailleurs ne se soucient jamais de se mettre à sa portée. C’est fréquent avec le major, c’est-à-dire le médecin : celui-ci dit à Camember, qui se plaint d’avoir des « guernouilles » dans le ventre, de se mettre des sangsues sur l’estomac ; le sapeur va chercher ses sangsues à l’infirmerie, les fait cuire et les mange, puisqu’il faut se les mettre sur l’estomac.
Une autre fois le major constate que Camember souffre d’ophtalmie et que cela pourrait devenir purulent ; il lui conseille donc de se procurer des conserves fumées (c’est-à-dire des verres teintés) qu’il devra porter tout le temps. Le sapeur a compris qu’il a de « l’eau de salmis » dans les yeux et qu’il risque de devenir un « pur Uhlan », il se rend alors chez le charcutier pour se procurer les « conserves fumées », si bien que l’adjudant le rencontre avec un jambon sous chaque bras et des saucisses enroulées autour de son bonnet. Ne comprenant rien aux explications du pauvre Camember il l’expédie à l’ombre, remède excellent contre les maux d’yeux et le sapeur se retrouve guéri.
Le sapeur et un collègue sont requis pour être figurants dans le théâtre de la ville. Ils y jouent le rôle de soldats grecs dans une pièce intitulée : L'héritage du cousin Agathias ; ce titre est celui d'un conte antique illustré par Christophe lui-même et  publié par Charles Normand (1858-1934), fils de Charles Normand, en 1893.

## Style
Les autres ouvrages de Christophe (La Famille Fenouillard, L'Idée fixe du savant Cosinus, Les Malices de Plick et Plock...) se caractérisent par un style châtié, un vocabulaire riche et de fréquents clins d'œil culturels. Le choix délibéré de rusticité du personnage a mis cet aspect du style de l'auteur entre parenthèses dans cet ouvrage précis.

## Publication
Les aventures du sapeur Camember sont parues en feuilleton du 4 janvier 1890 au 12 septembre 1896, puis ont été rassemblées en un album.
Le réalisateur Jean-Christophe Averty réalisa pour la télévision une adaptation du Sapeur Camember tournée avec de vrais acteurs dans les dessins de Christophe par des techniques d'incrustation vidéo, considérées comme révolutionnaires à l'époque. 

## Hommages
- En 1979, une statue à l'effigie du sapeur Camember est inaugurée à Lure[4].
- Maîtres de la bande dessinée européenne, catalogue de l’exposition à la BnF en 2000, François Caradec, Christophe, Horay, 1981.